# Merinotus trispeculum
Merinotus trispeculum är en stekelart som beskrevs av Günther Enderlein 1920. Merinotus trispeculum ingår i släktet Merinotus och familjen bracksteklar. Inga underarter finns listade i Catalogue of Life.